# Jodhi May
Jodhi May, född 1 maj 1975 i London, är en brittisk skådespelare.
När May var tolv belönades hon vid Cannesfestivalen i kategorin bästa kvinnliga skådespelare för sin roll som Molly Roth i En annan värld. May är den yngsta som fått den utmärkelsen. När Jodhi May var 17 år, medverkade hon i Den siste mohikanen, i rollen som dottern till överste Munro. 

## Filmografi i urval
- 1988 – En annan värld
- 1992 – Den siste mohikanen
- 1999 – Aristokrater (TV-serie)
- 2002 – Tipping the Velvet (miniserie)
- 2003 – The Other Boleyn Girl
- 2003 – The Mayor of Casterbridge (TV-serie)
- 2009 – Emma
- 2013 – Ice cream girls (TV-serie)
- 2014 – Det blodröda fältet
- 2015 – Game of Thrones (TV-serie)
- 2019 – The Witcher (TV-serie)
- 2023 – Transatlantic (TV-serie)